# And I Love Her
"And I Love Her" é uma canção gravada originalmente pela banda britânica The Beatles para o álbum A Hard Day's Night, lançado em 1964 como trilha sonora do filme A Hard Day's Night (intitulado no Brasil como Os Reis do Iê Iê Iê). Composta pelo cantor e baixista Paul McCartney para sua então namorada Jane Asher, foi um dos maiores sucessos dos Beatles, bem como de McCartney, que relembra a canção até os dias atuais em suas performances.
A música foi regravada por vários artistas ao longo dos anos, como Kurt Cobain,  Bob Marley, Sarah Vaughan, Julio Iglesias e Diana Krall. Em 1970, a cantora brasileira Rita Lee gravou uma versão psicodélica da música para o seu primeiro disco solo Build Up.

## Versão original

### Créditos
- Paul McCartney – vocal, baixo
- John Lennon – violão de aço rítmico
- George Harrison – violão clássico solo
- Ringo Starr – bongôs, claves
- George Martin – produção

## Versão de Roberto Carlos
No Brasil, o cantor Roberto Carlos gravou uma versão em português, intitulada "Eu Te Amo", para o álbum de 1984 que leva seu nome. O cantor também registrou uma versão em espanhol intitulada "Yo Te Amo", lançada no ano seguinte na versão hispânica do álbum. Essa versão foi editada por MCA do Brasil/Warner/Chapell.
Em 1991, a dupla sertaneja Zezé di Camargo & Luciano regravou a versão de Roberto Carlos para seu álbum de estreia. No ano seguinte, a canção foi incluída na trilha sonora da telenovela Perigosas Peruas, exibida pela Rede Globo. Essa versão também foi regravada por Angélica em 2000, fazendo parte da trilha sonora de Bambuluá.
Possivelmente, a primeira versão em língua portuguesa seja a gravada pelo cantor Mário Cesar (Mocambo LP 40.309, 1966) com o título "Mas Eu Te Amo", sendo de autoria de Aluízio Morais.

## Versão de Kurt Cobain
Em 2015, uma versão solo de Kurt Cobain, vocalista da banda Nirvana, foi descoberta e subsequentemente utilizada em seu filme biográfico, Kurt Cobain: Montage of Heck. Posteriormente, a canção foi incluída no álbum Montage of Heck: The Home Recordings, que reúne outras gravações até então inéditas do artista.

### Desempenho nas tabelas musicais
| Tabela musical (2015)                        | Melhor posição |
| -------------------------------------------- | -------------- |
| Estados Unidos - Billboard Hot Singles Sales | 2              |
| Reino Unido - Physical Singles Sales         | 2              |
| Reino Unido - Vinyl Singles Chart            | 1              |